# Йоганнес Шмідт
Йоганнес Шмідт (нім. Johannes Schmidt; 29 липня 1843 — 4 липня 1901) — німецький мовознавець, автор хвильової теорії мовного розвитку. 

## Біографія
Народився в Пренцлау, провінція Бранденбург. Навчався у видатного індоєвропеїста Августа Шлайхера  і спеціалізувався на дослідженні індоєвропейських мов, особливо слов'янських. Здобув докторський ступінь 1865 року і з 1866 працював учителем у гімназії в Берліні. 
1868 року, після раптової смерті Шлайхера, Шмідт взяв на себе публікацію його праці «Німецька мова», яка в його редакції до 1888 року вийшла у чотирьох виданнях. Того ж 1868 року Шмідт був обраний Боннським університетом на посаду професора німецької та слов'янських мов. 1871 року він викладав староболгарську (старослов'янську) мову. У Бонні в 1872 році він опублікував свою працю Die Verwandtschaftsverhältnisse der indogermanischen Sprachen (Родинні відносини індогерманських мов), в якій представив хвильову теорію, що є альтернативою до теорії генеалогічного дерева Шлайхера. За цією теорією мовні інновації поширюються з центру інновації до периферії, поступово згасаючи (подібно до того, як розходяться на воді кола від кинутого каменя). Саме так Шмідт пропонував пояснювати мовну конвергенцію. 
З 1873 до 1876 року Шмідт був професором філології в Грацькому університеті. 1876 року повернувся до Берліна, де працював професором у Берлінському університеті імені братів Гумбольдтів. Помер у Берліні. 

## Основні наукові праці
- Zur Geschichte des indogermanischen Vocalismus (Частина I). Weimar, H. Böhlau (1871)
- Die Verwandtschaftsverhältnisse der indogermanischen Sprachen. Weimar, H. Böhlau (1872)
- Zur Geschichte des indogermanischen Vocalismus (Частина II). Weimar, H. Böhlau (1875)
- Die Pluralbildungen der indogermanischen Neutra. Weimar, H. Böhlau (1889)
- Kritik der Sonantentheorie. Eine sprachwissenschaftliche Untersuchung. Weimar, H. Böhlau (1895)